# Maschinengewehr 13
A Maschinengewehr 13 vagy MG 13 egy német gyártmányú géppuska volt, melyet a második világháborúban használtak.

## Történet
A Svájcban kivitelezett fejlesztőmunka mellett (amely során kifejlesztették a Steyr-Solothurn S2–200 géppuskát; osztrák jelöléssel Maschinengewehr 30, magyar jelöléssel 31 M. golyószóró), az 1920-as évek végén, az 1930-as évek elején a német Rheinmetall folytatta az első világháborús fegyverek fejlesztését. Az 1930-as évek elején a Rheinmetall módosította az 1918-as mintájú „Dreyse” könnyű géppuskát tárból tüzelő könnyű géppuskára, melyet Gerät 13 (13-as eszköz) jelöléssel ismertek. A fejlesztést a német hadsereg szakértőinek javaslatainak felhasználásával folytatták, majd az alapos tesztelések után 1932-ben hivatalosan hadrendbe állították a Wehrmachtnál Maschinengewehr 13 jelöléssel. Az MG 13 jelölést fedőnévként választották, hogy az újonnan kifejlesztett fegyvert egy régebbi típusként (1913-as minta) tüntessék fel a szövetségesek vizsgálóbizottsága előtt. Rövid ideig az MG 13 képezte a német gyalogos osztagok magját. Eredetileg egy 25 töltény befogadására képes ívtárat használtak hozzá, de később egy speciális 75 töltényes dupladobtárat (Doppeltrommel 13) fejlesztettek ki a hosszabb lövéssorozatok leadása érdekében, különösen légvédelmi feladatkörben. A dobtár a Luftwaffe számára kifejlesztett Maschinengewehr 15 géppuska dobtárján alapszik, de nem csereszabatos azzal.
Az olcsóbb, nagyobb tűzgyorsasággal bíró Maschinengewehr 34 majd a Maschinengewehr 42 kiszorította a géppuskát, majd 1934-ben hivatalosan kivonták a hadrendből. Ezután a fegyverek nagy részét eladták Portugáliának, ahol Metralhadora 7,92 mm m/938 Dreyse jelöléssel helyezték őket hadrendbe. A megmaradt példányokat raktárkészleten tartották, majd a második világháború alatt másodvonalbeli alakulatoknál vetették be a fegyvereket. Az MG 13 géppuskát alkalmazták a Ju 87 „Stuka” zuhanóbombázó hátsó lövészei, és a Panzer I harckocsi fő fegyverzetét is ezek a fegyverek alkották.

## Leírás
Az MG 13 rövid csőhátrasiklású, tölténytárból táplált, léghűtéses könnyű géppuska. A puskacső cserélhető, de ehhez a géppuska részleges szétszerelése szükséges, mivel a puskacsövet a nyitott tok hátuljából lehet kihúzni. A závárzat zárását egy lengőkar végzi, amely a puskacső hátsó végén található, közvetlenül a zár mögött. A tokon egy gázkar található, amely a zár mozgásának sebességét gyorsítja. A tok viszonylag rövid, alsó és felső borítással rendelkezik. A felső borítás foglalja magában az elsütőszerkezetet és a hátsó lemezt egy hozzá csatolt válltámasszal.
Az MG 13 zárt zárból tüzel, belső kakassal. Az elsütőbillentyű lehetővé teszi az egyes lövés és a sorozatlövés leadását is. A két tüzelési mód között úgy lehet váltani, hogy az elsütőbillentyű felső (egyeslövés) vagy az alsó (sorozatlövés) részét húzzák meg. A manuális biztosító a tok bal oldalán található, a pisztolymarkolat felett és mögött.
Az MG 13 géppuskához csak tölténytár használható. A tárakat a bal oldalról kell behelyezni, a tárnyílást egy porfogóval védik. Az üres töltényhüvelyek a tok jobb oldalán távoznak. Az eredeti tárak ív alakúak, kétsorosak, 25 darab töltény befogadására képesek. A tárak újratöltése szabványos 5 töltényes töltőléccel is lehetséges. A későbbiekben dobtárat fejlesztettek ki a fegyverhez. Ezek a tárak két dobból állnak, az MG 15/MG 34 géppuskák hasonló tárjaitól különböznek, mivel a felső dob aszimmetrikusan helyezkedik el az alsó dob felett, így nem zavar a géppuska célzása közben. Ezek a tárak igen drágák, nehezek, és nehéz őket tölteni.
Az MG 13 géppuskát ellátták egy állítható magasságú villaállvánnyal. A csőburkolaton két rögzítési pontot helyeztek el a villaállvány számára, egyet a csőszáj közelében, egyet pedig a tok közelében. A válltámaszt acélból készítették, melyet a tok jobb oldalára lehetett hajtani. A tok elején egy hordfogantyút helyeztek el.

## Fordítás
- Ez a szócikk részben vagy egészben  a   MG 13 című angol Wikipédia-szócikk ezen változatának fordításán alapul.  Az eredeti cikk szerkesztőit annak laptörténete sorolja fel. Ez a jelzés csupán a megfogalmazás eredetét és a szerzői jogokat jelzi, nem szolgál a cikkben szereplő információk forrásmegjelöléseként.